# 이항로
이항로(李恒老, 1792년~1868년)는 조선의 유학자이자 문신이다. 자는 이술(而述), 호는 화서(華西), 본관은 벽진(碧珍)이며 경기도 포천 출신이다.

3세 때 《천자문》을 떼고, 6세 때 《십팔사략》을 배웠다고 한다. 1840년 헌종 때 경사(經史)에 밝은 선비로 천거되어 휘경원 참봉에 임명되었으나, 벼슬을 단념하고 고향 벽계에서 후진을 양성하였다. 1864년 고종 때 좌의정 조두순의 추천으로 장원서 별제·전라도 도사를 거쳐 공조참판에 이르렀다. 특히 성리학에 밝았으며, 저서로 《화동역사 합편강목》 60권과 《벽계아언》 12권, 《주자대전 잡의집보》 등이 있다. 최익현에게 유교를 가르쳤다.

## 관련 문화재
- 화서선생아언 목판 - 충청북도 유형문화재 제348호

## 참고 자료
- 이 문서에는 다음커뮤니케이션(현 카카오)에서 GFDL 또는 CC-SA 라이선스로 배포한 글로벌 세계대백과사전의 내용을 기초로 작성된 글이 포함되어 있습니다.